# 藏南悬钩子
藏南悬钩子（学名：Rubus austro-tibetanus）为蔷薇科悬钩子属的植物，是中国的特有植物。分布于中国大陆的云南、西藏等地，生长于海拔2,600米至3,800米的地区，见于杂木林下、山坡路旁灌丛及山谷常绿阔叶林内，目前尚未由人工引种栽培。